# Édouard de Ribaucourt
Pour les articles homonymes, voir Ribaucourt.
Édouard de Ribaucourt, né le 8 décembre 1865 à Payerne en Suisse et mort le 12 août 1936 à Paris, est un universitaire  français, philosophe, médecin, titulaire de plusieurs doctorats, enseignant à la Sorbonne. Franc-maçon, il fonde en septembre 1913 la Grande Loge nationale française sous le nom de « Grande Loge nationale indépendante et régulière pour la France et les Colonies françaises ».

## Biographie
Né en Suisse en 1865, Édouard de Ribaucourt fait partie d'une vieille famille protestante d'origine picarde. Inscrit en la filière biologie de la faculté des sciences de Paris, il obtint le grade de docteur ès sciences naturelles en soutenant le 20 décembre 1900 ses deux thèses : « Étude sur l'anatomie comparée des lombricides » et « Propositions données par la faculté ».

## Franc-maçonnerie
En mars 1896, alors qu'il entre dans sa trentième année, il est initié dans la loge « Les Amis des Allobroges » au Grand Orient de France. 31° degré du Rite écossais ancien et accepté, c'est après avoir assumé les fonctions de vénérable de son atelier « Les Amis du progrès » qu'il participe avec plusieurs franc-maçons dont le docteur Camille Savoire à la réintroduction du Rite écossais rectifié en France[réf. nécessaire].
Il quitte le Grand Orient de France et, avec des frères de la loge, le « Centre des amis », il fonde la Grande Loge nationale indépendante et régulière pour la France et les Colonies françaises, elle devient la Grande Loge nationale française, dont il est le premier grand maître. Il démissionne de sa charge le 18 décembre 1918 et se met en sommeil pendant quinze ans[réf. nécessaire]. Il fait partie des membres fondateurs le 23 mars 1935 du Grand Prieuré des Gaules créé par Camille Savoire.
Son fils Pierre de Ribaucourt fait partie des francs-maçons qui créent la Grande Loge nationale française Opéra devenu la Grande Loge traditionnelle et symbolique Opéra.

## Publications
- Étude sur la faune lombricide de la Suisse, 1896[6]
- Sur quelques détails de l'anatomie comparée des lombricides, dans l'ouvrage Comptes rendus des séances de la Société de biologie et de ses filiales, p.299, 1900[7]
- Étude sur l'anatomie comparée des lombricides, 1900[8]
- Édouard de Ribaucourt, 31e vénérable de la loge « Amis du progrès »,1907[9]
- La symbolique de la lettre G, 1907[10].
- Oursins hexamères, Revue Scientifiques de l'Académie de Paris, 1908[11].
- Généalogie de la famille de Ribaucourt (de Picardie) (Signé : Léon de Ribaucourt, Dr Édouard de Ribaucourt), 1909[12]
- Le régime écossais rectifié, dans la revue mensuelle d'étude maçonnique L'Acacia, 1911[13]
- La vie militaire et les exploits de J.-C. Fischer, 1929[14].